# Esther Walraven
Esther Walraven, een pseudoniem van Esther Corina Bakker (Hoorn, 19 juli 1973) is een Nederlandse kinderboekenschrijver en gezondheidswetenschapper. Ze schrijft educatieve non-fictie en fictie voor kinderen en jongeren.

## Opleiding en werk
Bakker studeerde gezondheidswetenschappen. In 2002 promoveerde ze aan de Universiteit Maastricht op het proefschrift Long-chain polyunsaturated fatty acids and child development. Ze is werkzaam als universitair docent aan de Open Universiteit.
Onder het pseudoniem Esther Walraven schrijft ze zowel fictie als non-fictie voor kinderen en jongeren. In haar non-fictieboeken, voor kinderen tussen de 8 en 12 jaar, behandelt ze wetenschappelijke onderwerpen zoals het menselijk lichaam, duurzaamheid, ruimtevaart en hersenontwikkeling, vaak met humor en herkenbare voorbeelden. Haar bekendere populairwetenschappelijke titels zijn onder meer Waarom je eigen scheten soms niet zo erg stinken, Waarom achtbanen te gek zijn, en Waarom jij van sterrenstof bent. Het boek Ik ben autastisch!, dat ze samen schreef met Bianca Toeps, werd door IBBY-Nederland genomineerd voor de internationale IBBY Collection for Young People with Disabilities.
Daarnaast schrijft Walraven young adult-literatuur. Haar debuutroman voor deze leeftijdsgroep, Daan & Nadia (2016), werd door uitgeverij Noordhoff herdrukt in de Lijsters-serie. Haar boek Met andere ogen uit 2024 is aangewezen als Lezen voor de Lijst-boek (leeftijdscategorie 12-15 jaar, niveau 1).

## Prijs
- Het boek Waarom je voetafdruk groter is dan je schoenmaat (2022), dat ze samen schreef met Wilfried Ivens, werd door Grootouders voor het Klimaat uitgeroepen tot het beste Kinderklimaatboek 2022-2023.[5]